# Dope Nose
Dope Nose è il primo singolo estratto dal quarto album degli Weezer, Maladroit, pubblicato nel 2002.
La canzone fu eseguita per la prima volta, dal vivo, nel 2000 e farebbe parte delle famose 2000 Summer Songs, SS2K .

## Composizione
Dope Nose, si dice che sia stata creata la sera stessa in cui fu scritta la precedente hit Hash Pipe, presente nel terzo album in studio Weezer (The Green Album) . Infatti il frontman Rivers Cuomo bevve sui tre bicchieri di tequila prima di scrivere le due canzoni.
Dope Nose è presente nella PlayStation 2 per il gioco Guitar Hero.

## Video
Inizialmente, la sceneggiatura per il video di Dope Nose era stata affidata al regista Michel Gondry. Nel video sarebbero apparsi gli Weezer giocare una partita di calcio contro un band heavy metal messicana. Il trattamento fu però respinto è così il video è stato diretto da Marcos Siega. La versione di quest'ultimo vede gli Weezer suonare nel bel mezzo di una gara motociclistica giapponese, le cui moto appaiono tutte strambe e originali. Come in Hash Pipe, si nota che anche in questo video si è fato riferimento al mondo asiatico, non a caso il Giappone fu lo stato che riportò gli Weezer al successo nel 2000.

## Esibizioni Live
Durante molti spettacoli degli Weezer nel 2005, il bassista Scott Shriner cantò Dope Nose come leader vocale.

## Formazione
- Rivers Cuomo - voce e chitarra
- Brian Bell - chitarra
- Scott Shriner - basso
- Patrick Wilson - batteria